# Bibliothek der Präfektur Akita

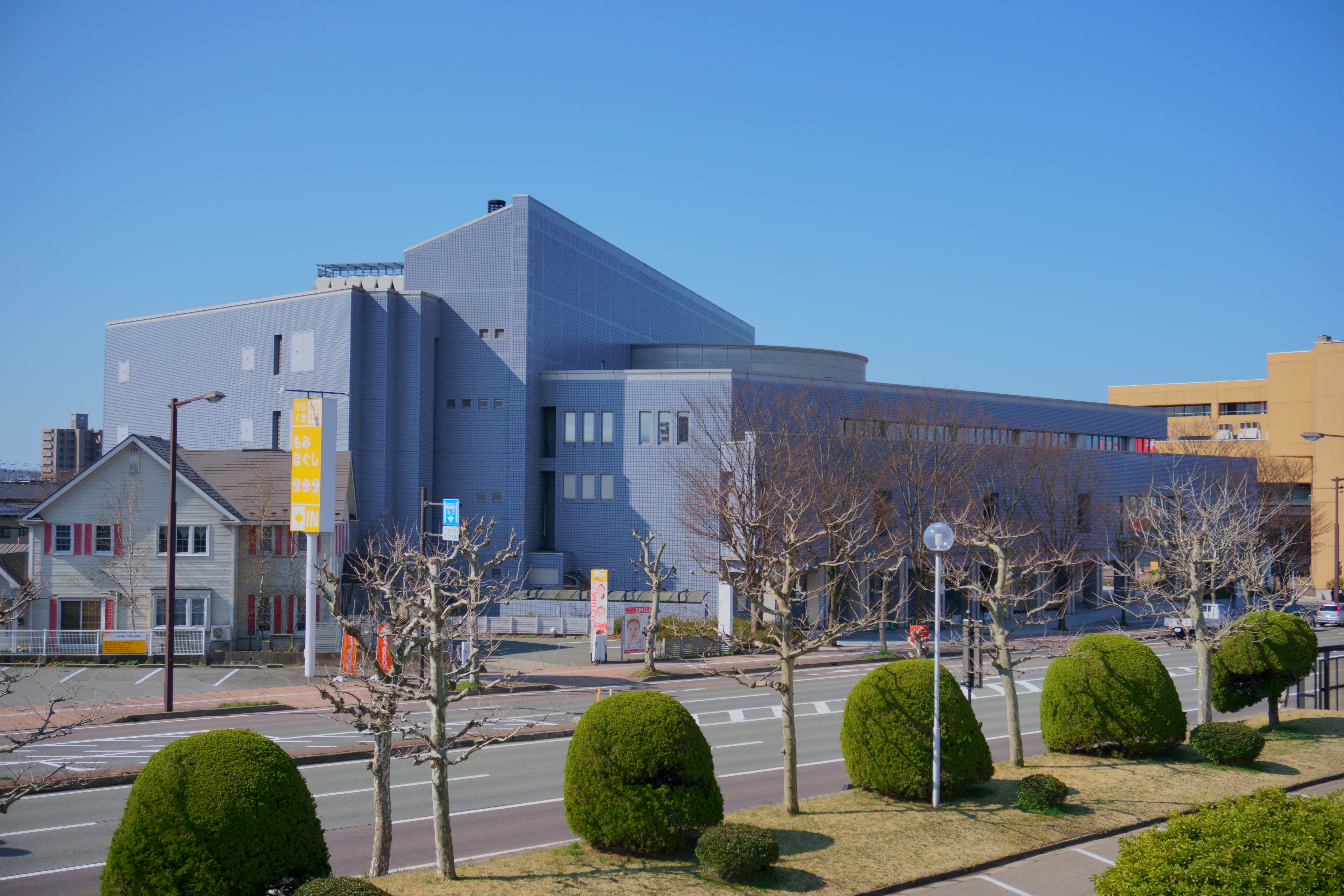
Bibliothek der Präfektur Akita

Die Bibliothek der Präfektur Akita (jap. 秋田県立図書館, Akita Kenritsu Toshokan) wurde 1899 in Akita, Präfektur Akita, Japan, eröffnet und ist eine der ältesten Bibliotheken des Landes. Die Einrichtung wurde 1993 in einem neuen Gebäude wiedereröffnet. Die Sammlung umfasst im Jahr 2012 rund 805.000 Objekte. 441.642 veröffentlichte Materialien sind online über das digitale Archiv der Bibliothek verfügbar. Dies geschah über den digitalen Archivierungsdienst AMLAD, der es mit anderen teilnehmenden Einrichtungen in der Präfektur verbindet.